# Viole e violini
Viole e violini è un singolo della cantautrice italiana Sarah Toscano (accreditata come Sarah), pubblicato il 12 dicembre 2023 come secondo estratto dal secondo EP Sarah.

## Descrizione
Il brano è scritto dalla stessa cantautrice con Leonardo Zaccaria, Vincenzo Colella e Michele Canova Iorfida, che ha anche curato la produzione.

## Promozione
Il brano è stato presentato in anteprima nel corso della ventitreesima edizione del talent show Amici di Maria De Filippi.

## Tracce
Testi e musiche di Sarah Toscano, Leonardo Zaccaria, Michele Canova Iorfida e Vincenzo Colella.
1. Viole e violini – 2:51

## Formazione
- Sarah Toscano – voce
- Michele Canova Iorfida – programmazione, produzione